# Чженьбао
О́стрів Чженьба́о (кит.: 珍宝岛 Zhēnbǎodǎo — дослівно дорогоцінний острів) — невеликий китайський прикордонний острів площею 0,74 км² на річці Уссурі, на кордоні з Росією, за 134 км від повіту Баоцін у провінції Хейлунцзян та за 230 км на південь від Хабаровська (РФ). Відомий також як Даманський. Російську назву Даманський отримав 1888 року за ім'ям інженера-шляховика Станіслава Даманського, який загинув у цих місцях під час бурі, переправляючись на човні через Уссурі, тіло його знайшли біля «безіменного» острова, якому і дали ім'я загиблого.
Відомий насамперед як місце збройного конфлікту між КНР і СРСР у 1969 році. По завершенні військових дій, 11 вересня 1969 року в Пекіні Голова Ради Міністрів СРСР Олексій Косигін, який повертався з похорону Хо Ші Міна, і Прем'єр Державної Ради КНР Чжоу Еньлай домовилися про припинення ворожих акцій і про те, що війська залишаються на зайнятих позиціях. Фактично це означало передачу острова Даманський Китаю.
Остаточно проблема спірних островів була вирішена у 2004 році: Цзян Цземінь і Путін визначили державний кордон по головному фарватеру Уссурі. При цьому більшість островів, яка знаходилася південніше фарватеру, була повернута КНР, інші, зокрема й найбільший Великий Уссурійський, — поділені. У 2008 році російські війська відступили з островів на свої нові кордони. А китайці почали їх освоювати з 2009.
Чженьбао-дао зараз — військово-адміністративна зона Китайської Народної Республіки. На острові розташована китайська прикордонна застава, збудована через п'ять місяців після подій на Даманському.